# 9445 Charpentier
9445 Charpentier eller 1997 JA8 är en asteroid i huvudbältet som upptäcktes den 8 maj 1997 av den italiensk-amerikanske astronomen Paul G. Comba vid Prescott-observatoriet. Den är uppkallad efter den franske tonsättaren Marc-Antoine Charpentier.
Asteroiden har en diameter på ungefär 3 kilometer.